# Łada 2106

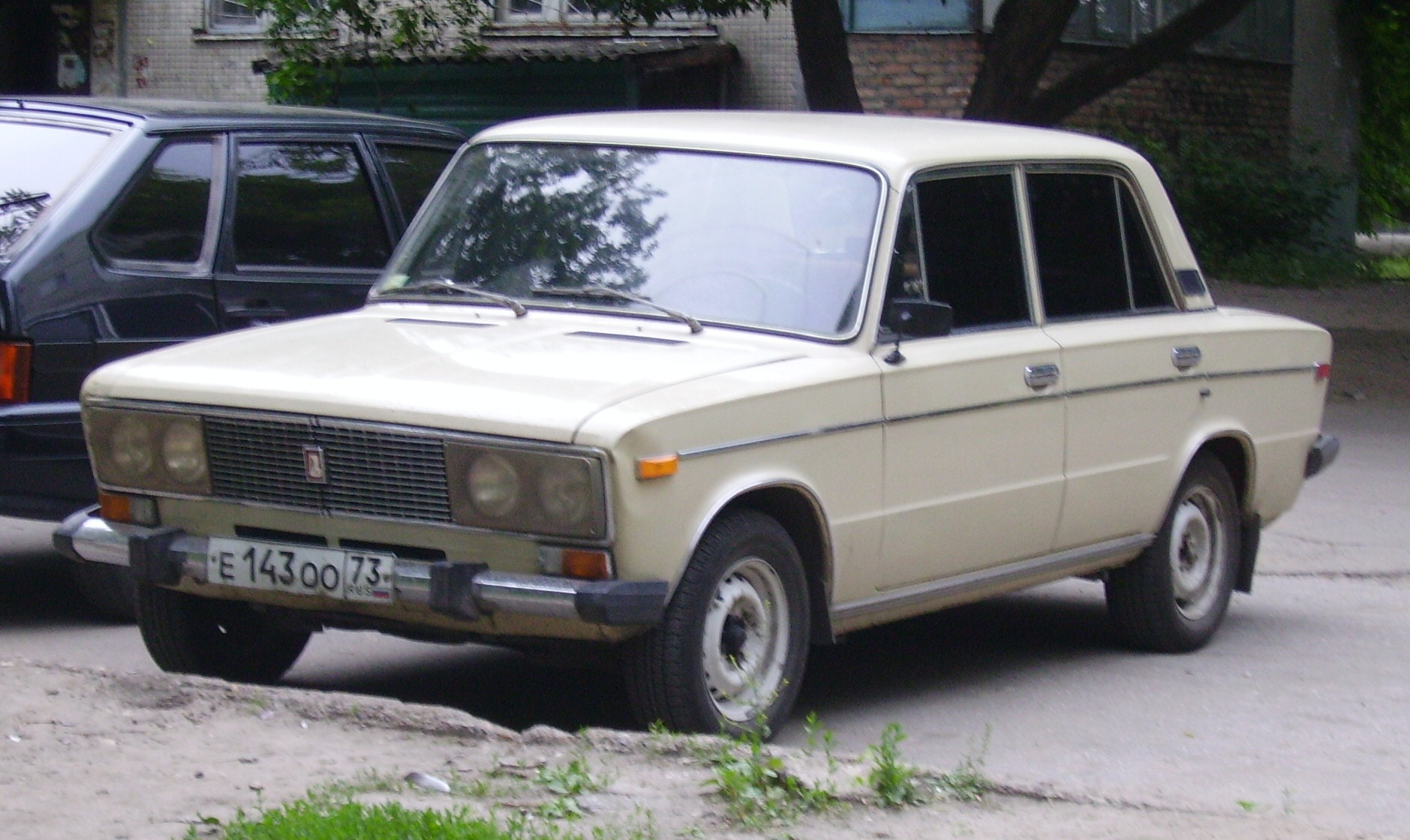
Wczesny model WAZ-2106 (reflektory zakryte niestandardowymi osłonami)

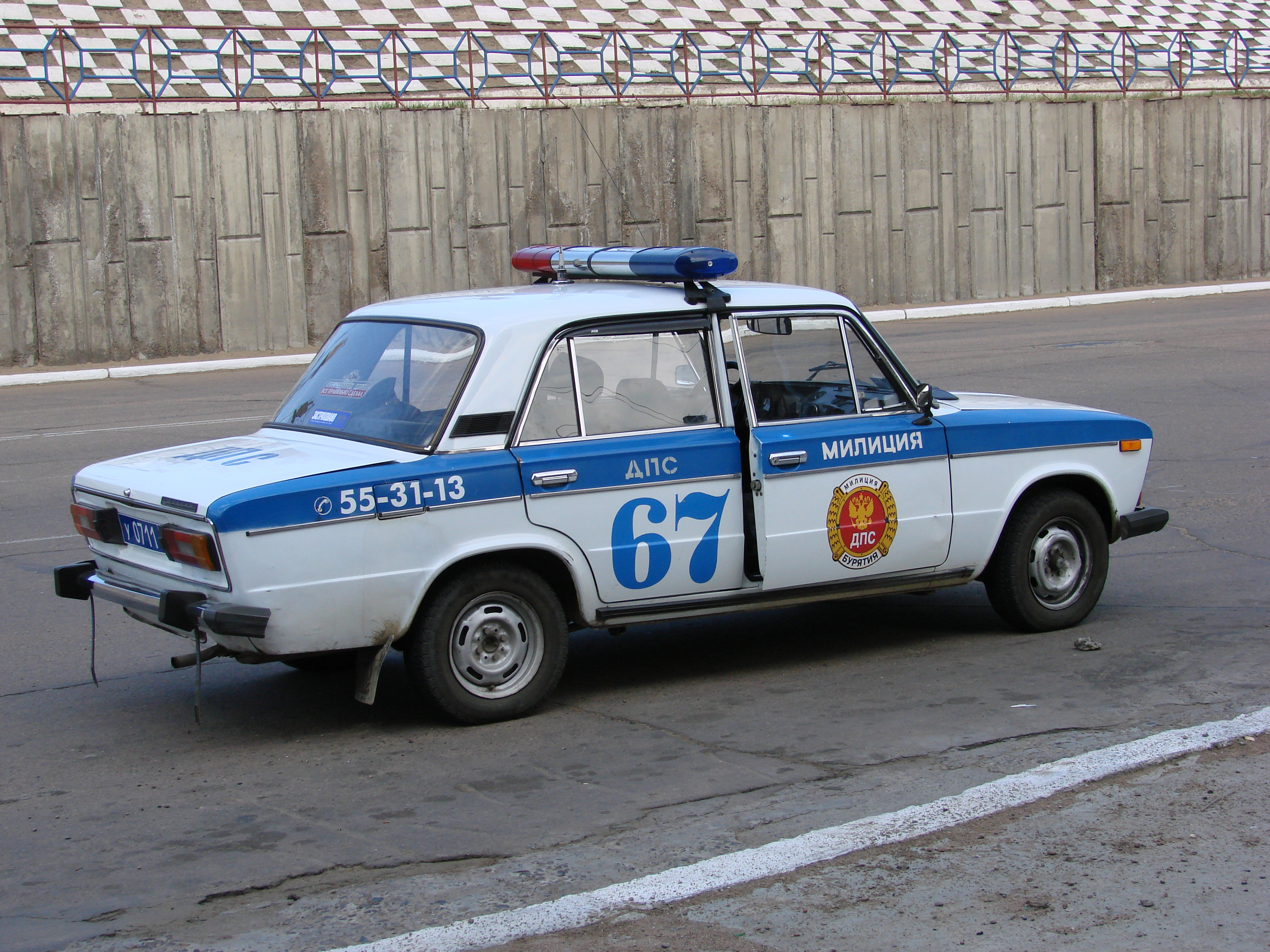
Milicyjny WAZ-2106

WAZ 2106 (Łada 1600) – samochód osobowy produkowany w latach 1975–2006, w ZSRR i Rosji, w zakładach WAZ i później także innych.

## Opis modelu

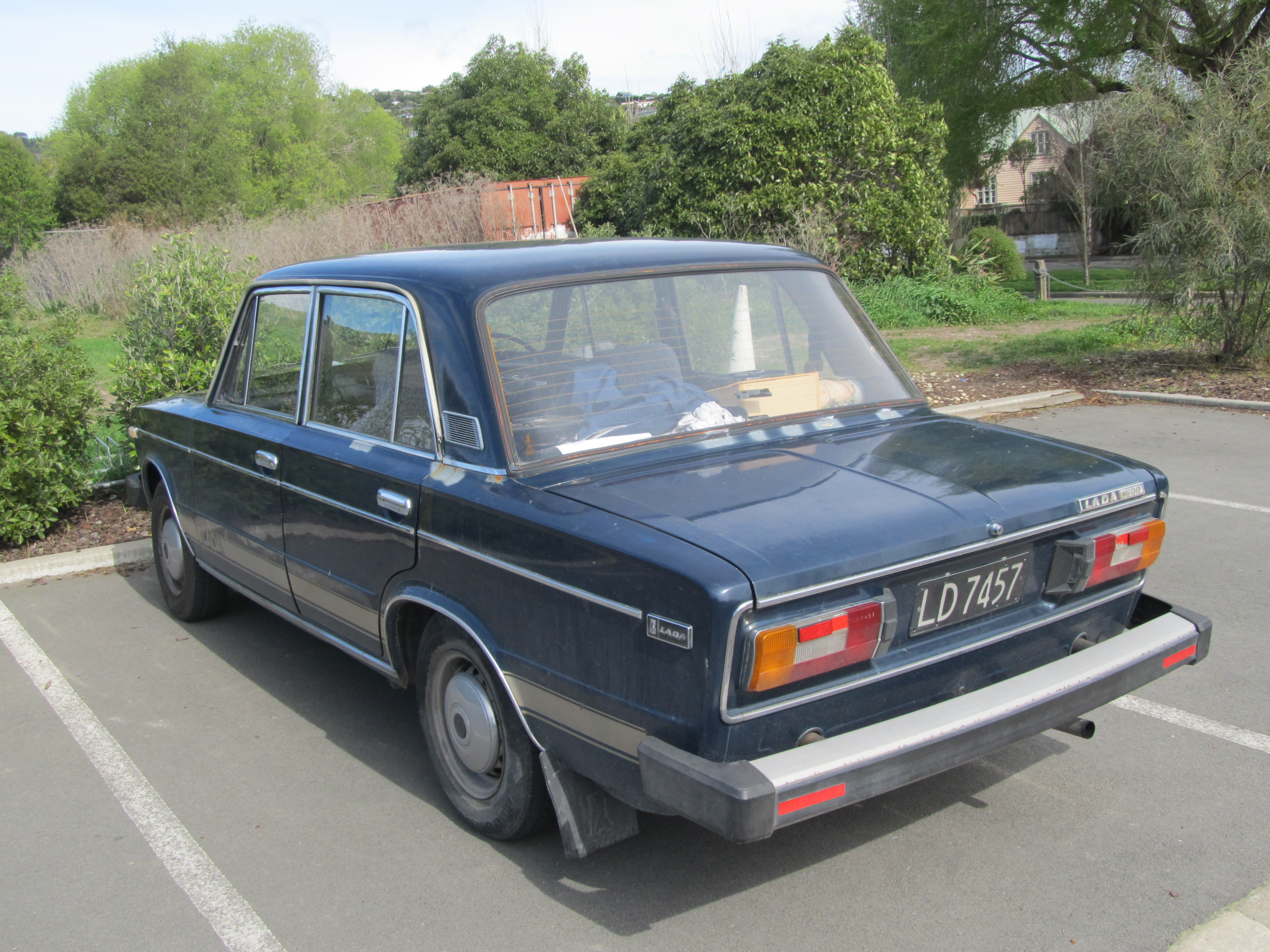
Łada 1600 z roku 1983

Samochód ten stanowił modernizację samochodu WAZ 2103, będącego bardziej luksusową odmianą modelu WAZ 2101 – licencyjnego włoskiego Fiata 124. WAZ 2103 stanowił odpowiednik Fiata 124S Special i napędzany był silnikiem o pojemności 1,5 l. Uznając w ZSRR, że silnik ten posiada potencjał modernizacyjny, opracowano na jego bazie silnik 1,6 l, różniący się przede wszystkim średnicą cylindrów powiększoną z 76 do 79 mm. Wbrew oczekiwaniom, moc wzrosła w niewielkim stopniu (z 75 do 78 KM); mimo to, nowy silnik był najsilniejszą jednostką montowaną w radzieckich samochodach segmentu C, a jego większy moment obrotowy polepszył znacząco dynamikę samochodu. Towarzyszyły temu niewielkie ulepszenia innych podzespołów, m.in. zmiana przełożeń biegów I-III i wzmocnienie sprzęgła i układu hamulcowego. 
Nadwozie nowego modelu, początkowo oznaczonego 21031, podlegało jedynie ograniczonym zmianom w stosunku do modelu 2103. Przede wszystkim z przodu podwójne okrągłe reflektory zostały umieszczone we wspólnych zagłębionych obudowach z plastiku, podobnie, jak w Polskim Fiacie 125p (Model Roku 1975), przez co chromowana atrapa chłodnicy przybrała kształt prostokątny, pomiędzy blokami reflektorów. Prostokątny kształt otrzymał też znaczek firmowy na jej środku. Kierunkowskazy na bokach przednich  błotników przesunięto niżej, na równi z chromowaną listwą, ciągnącą się przez całą długość nadwozia, a na jej końcu, na błotnikach tylnych, umieszczono podłużne szkła odblaskowe. Z tyłu pojawiły się nowoczesne i niespotykane w tym czasie, wielosegmentowe lampy zespolone, łączące światła "stop", pozycyjne, kierunkowskazy, cofania, odblaskowe, a także oświetlenie umieszczanej między nimi tablicy rejestracyjnej.

## Produkcja
Na etapie rozwoju samochód nosił oznaczenie WAZ 21031, wskazujące na modernizację modelu 2103, lecz ostatecznie wszedł on do produkcji 21 lutego 1976 pod nowym oznaczeniem modelu WAZ 2106. Przyczyna zmiany nazwy była propagandowa: fabryka WAZ zobowiązała się wypuszczać co rok nowy model samochodu, a ostatni, 21011, pojawił się w 1974 roku i stanowił jedynie modernizację modelu 2101. Dodatkowo wypuszczenie nowego modelu zbiegło się propagandowo z odbywającym się wówczas XXV zjazdem partii komunistycznej KPZR. W ZSRR model ten otrzymał, podobnie, jak inne samochody serii, nazwę WAZ 2106 Żyguli, natomiast na eksport samochody te sprzedawane były jako Lada 1600 (Łada 1600). W ZSRR potocznie znany był jako "szestiorka" (szóstka) lub "szacha" (slangowo: karta sześć). 
Samochód ten był szeroko eksportowany. Produkowano też wersje z innymi, słabszymi silnikami z palety WAZ. Nie przechodził natomiast większych modernizacji. Na przestrzeni lat 80. zmniejszono liczbę elementów chromowanych i zrezygnowano ze świateł odblaskowych po bokach tylnych błotników. W 1986 zunifikowano hamulce tylne, a w 1987 skrzynię biegów z modelem WAZ 2105. Na początku lat 90. zrezygnowano z chromowanych listew bocznych, lecz później je przywrócono. 
Mimo pojawienia się w latach 80. jego bezpośredniego następcy Łada 2107, model 2106 pozostał w produkcji przez długie lata. Pomimo tego, że w latach 90. konstrukcja samochodu była już przestarzała, nadal cieszył się dużą popularnością na rynku państw poradzieckich dzięki niskiej cenie. W zakładach WAZ zakończono produkcję "szóstki" 28 grudnia 2001, lecz od połowy 2001 roku jego produkcję przeniesiono do IżAwto w Iżewsku (do grudnia 2005). Ponadto, od 1998 do 2006 roku były one montowane w zakładach RosŁada w Syzraniu, a od 2001 w Anto-Rus w Chersoniu na Ukrainie.
W samych zakładach WAZ w Togliatti wyprodukowano 4 175 000 samochodów WAZ 2106 i jego wersji pochodnych.

## Wersje
- 2106 - wersja podstawowa wyposażona w silnik 1.6
- 21061 - wersja z silnikiem 1.5 od WAZ 2103 (od 1979)
  - 21061-35, 21061-41 - modyfikacje eksportowe z silnikiem 1.5
  - 21061-37 - modyfikacja eksportowa z silnikiem 1.5, energochłonnymi zderzakami i zmienionym oświetleniem (na rynek kanadyjski)
- 21062 - wersja eksportowa z kierownicą po prawej stronie i silnikiem 1.6
- 21063 - wersja z silnikiem 1.3 od WAZ 21011
- 21064 - wersja eksportowa z kierownicą po prawej stronie i silnikiem 1.5
- 21065 - wersja ze zmodernizowanym silnikiem 1.5, gaźnikiem i błotnikami od WAZ 2105, pięciobiegową skrzynią i ogrzewaniem tylnej szyby
  - 21065-01 - analogiczna wersja ze zmodernizowanym silnikiem 1.6
- 21068 - doświadczalna wersja dla rozwoju silników WAZ 2108 i WAZ 21083

Główne źródło:

## Dane techniczne
- Nadwozie: samonośne, stalowe, 4-drzwiowe, 5-miejscowe
- Długość/szerokość/wysokość: 4116 / 1611 / 1446 mm
- Rozstaw osi: 2424 mm
- Rozstaw kół przód/tył: 1365 / 1321 mm
- Szerokość kanapy tylnej: 1385 mm
- Masa własna: 1045 kg
- Masa całkowita: 1445 kg
- Prześwit min.: 170 mm

- Silnik: WAZ-2106 - gaźnikowy, 4-suwowy, 4-cylindrowy rzędowy, górnozaworowy OHC, chłodzony cieczą, umieszczony podłużnie z przodu, napędzający koła tylne
- Pojemność skokowa: 1568 cm³
- Średnica cylindra x skok tłoka: 79 x 80 mm
- Moc maksymalna: 78 KM przy 5400 obr./min
- Maksymalny moment obrotowy: 12,4 kgfm przy 3000 obr./min[1] (122 Nm)
- Stopień sprężania: 8,5
- Gaźnik: Weber, później Ozon
- Skrzynia przekładniowa mechaniczna 4-biegowa, biegi do przodu zsynchronizowane, z dźwignią w podłodze
- Przekładnia główna: hipoidalna, 4,1:1

- Zawieszenie przednie: niezależne - poprzeczne wahacze resorowane sprężynami śrubowymi, hydrauliczne amortyzatory teleskopowe
- Zawieszenie tylne: zależne - oś sztywna, sprężyny śrubowe, drążki reakcyjne, hydrauliczne amortyzatory teleskopowe
- Hamulce: przedni tarczowy, tylny bębnowy, ze wspomaganiem; hamulec ręczny mechaniczny na koła tylne
- Ogumienie o wymiarach 6,45-13R

- Prędkość maksymalna: 154 km/h
- Zużycie paliwa: 8,5 l/100 km przy V=80 km/h
- Przyspieszenie 0-100 km/h: 16 s

Główne źródło: